# توم وليامز (كاهن كاثوليكي)
توم وليامز (بالإنجليزية: Tom Williams)‏ هو كاهن كاثوليكي بريطاني، ولد في 10 فبراير 1948 في ليفربول في المملكة المتحدة.